# 自己株券買付状況報告書
自己株券買付状況報告書（じこかぶけんかいつけじょうきょうほうこくしょ）は、上場会社等が自己の株式の取得を決議した場合に、決議された取得期間内は毎月、自己の株式の買い付け状況を金融商品取引法に基づき、作成・提出が義務付けられる開示資料である。

## 概要
本制度の源流は、かつてアメリカでなされた制度検討にあるとされている。1968年、株価操縦などの不正行為の防止を目的に、SECに対して自己株式の開示に関する開示要求権限を付与できるという、1934年証券取引所法の改正が行われた。これを踏まえてSECが1980年に規則の提案を行ったものの、結局は採用されなかった。
もともと自己株式の取得が解禁されていたアメリカと異なり、日本の商法下では自己の株式の取得は禁止されていたが、1994年の商法改正により(1)取締役および使用人への譲渡のため、また(2)利益による消却のための定時株主総会の決議、(3)消却特例法第3条1項に基づく取締役会の決議があった場合には取得ができることとされた。これを受け、発行会社による自己の株式の取得が需給関係に影響を及ぼし流通株式数も減少する等、投資判断に影響を与える重要な事項であるとの認識の下、証券取引法（当時）に規定が新設され、自己株券買付状況報告書の提出が義務付けられることとなった。2001年の商法改正により取得の目的規制が撤廃されたことから、様式変更が発生し、定時株主総会での買付けの状況に統一された一方で、子会社からの買受けの状況および再評価差額金による消却のための買受けの状況が別途開示を義務付けられることとなった。

## 根拠法令
- 提出根拠法令：金融商品取引法 第24条の6
- 提出様式及び内容の根拠：企業内容等の開示に関する内閣府令 第19条の3

## 提出義務
自己株券買付状況報告書が導入された当時、提出義務は、株主総会や取締役会の決議があった日から四半期ごととされた。また、証券取引所のルールでも当該報告書の提出が義務付けられた。その後、商法改正に伴い四半期ごとだった提出義務が1ヵ月ごとに改められた。
会社法施行後は、会社法第156条第1項(同法165条第3項の規定に読み替える場合を含む)の規定による株主総会または取締役会決議があった月から取得期間の属する月までが報告対象とされ、毎月15日まで前月分を報告する義務が生じる。なお、15日が休日祝日の場合には、行政機関の休日に関する法律第2条によりその翌日が期限とみなされるため、15日に最も近い営業日が提出日に該当すると考えられる。
自己株券買付状況報告書は、有価証券報告書等と同様、EDINETによる電子提出が義務付けられている。

## 報告書の内容
企業内容等の開示に関する内閣府令　第17号様式

　なお、有価証券報告書の提出会社の状況に、自己株式の取得等の状況という項目があり、様式改正を経て自己株券買付状況報告書の年次報告的要素を持つ内容へと変更になっている。
1. 株式の種類
  1. 取得状況
    1. 株主総会決議による取得の状況
      - 決議状況(取得期間):株式数・取得価額の総額
      - 報告月における取得自己株式(取得日ごとに株式数・取得総額)
      - 報告月末現在の累積取得自己株式(累積取得株式数・取得価額の合計)
      - 自己株式取得の進捗状況(決議株式数に対する比率・決議取得総額に対する比率)

    2. 取締役会決議による取得の状況
      - 決議状況(取得期間):株式数・取得価額の総額
      - 報告月における取得自己株式(取得日ごとに株式数・取得総額)
      - 報告月末現在の累積取得自己株式(累積取得株式数・取得価額の合計)
      - 自己株式取得の進捗状況(決議株式数に対する比率・決議取得総額に対する比率)

  2. 処理状況
    - 引受募集のため処分を行った自己株式(報告月における処分日ごとの株式数・処分価額)
    - 消却を行った自己株式(報告月における消却日ごとの株式数・処分価額)
    - 合併・株式交換・会社分割に係る移転を行った自己株式(報告月における移転日ごとの株式数・処分価額)
    - その他の処分を行った自己株式(報告月における処分日ごとの株式数・処分価額)
    - (※)その他の処分には、単元未満株式の買増請求や転換社債型新株予約権付社債の株式転換等に基づく自己株式の処分が考えられる。

  3. 保有状況
    - 発行済株式総数
    - 保有自己株式数

　報告書の内容は、金融庁の電子開示・提出システムEDINETを通じて電子提出することが義務づけられており、同庁が設置したウェブサーバ経由での縦覧ができるほか、財務局や証券取引所、場合によっては自社のウェブサイトにPDFファイルの形で登録してあることもある。

## 開示期間
1年間、公衆の縦覧に供される。

## 虚偽記載
- 課徴金：納付対象とはならない。
- 刑事罰：
  - 虚偽記載：5年以下の懲役若しくは500万円以下の罰金、又は併科
  - 不提出：1年以下の懲役若しくは100万円以下の罰金、又は併科